# Іглулік

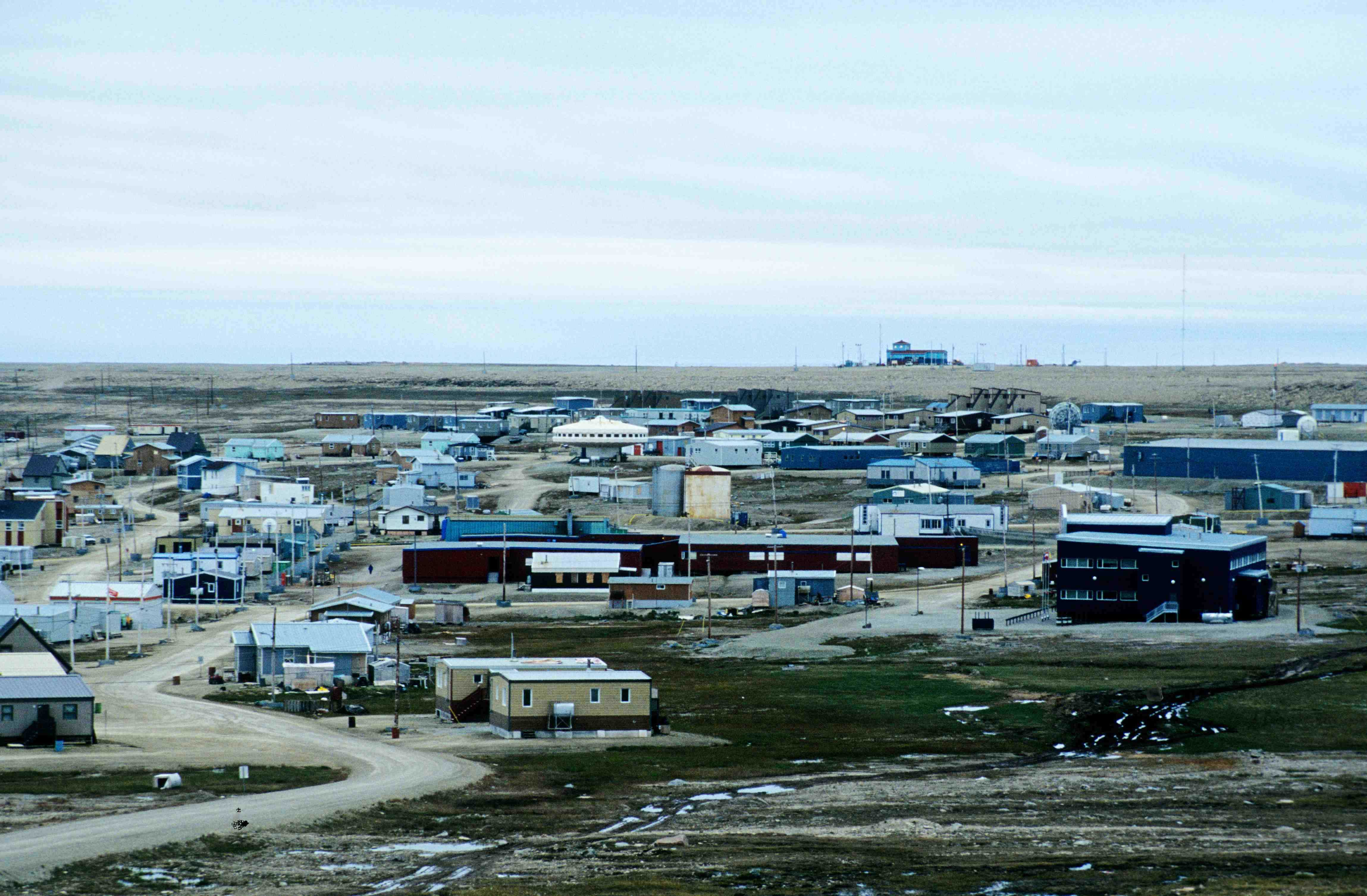
Краєвид поселення

Іглулік (Igloolik) — ескімоський (інуїтський) населений пункт на маленькому однойменному острові в затоці Фокс, розташованому недалеко від півострова Мелвілл і острова Баффінова Земля, в районі Кікіктані території Нунавут (Канада). Площа поселення складає 102,87 км². Чисельність населення — 2000 (2013). Густота населення — 19 осіб/км² (2013). Середній річний дохід на одну сім'ю — $ 35 904 (2001).
З інуктитуту (східно-канадської ескімоської мови) Igloolik перекладається як «тут стоїть іглу» і місцеві жителі називають себе Iglulingmiut (у перекладі з ескімоської miut — «люди»).

## Історія
Інформація про ранніх поселенців Іглуліка відома завдяки численним археологічним знахідкам. Вік деяких із них понад 4000 років. Перший контакт із європейцями стався, коли кораблі Військово-морського флоту Великої Британії «Ф'юрі» та «Гекла» під командуванням капітана Вільяма Едуарда Паррі 1822 року перезимували в Іглуліку. У 1867 і 1868 роках острів відвідав американський дослідник Чарлз Френсіс Голл, який шукав вижилих членів експедиції Джона Франкліна.
1913 року острів відвідав Альфред Тремблей, французько-канадський золотошукач, із експедицією капітана Джозефа Берньє до населеного пункту Понд-Інлет, а 1921 року — один із учасників п'ятої експедиції Туле Кнуда Расмуссена. Перша постійна присутність «жителів півдня» пов'язана з римсько-католицькою місією 1930 року. В кінці десятиліття Компанія Гудзонової затоки також започаткувала своє торгове поселення на острові. Такі не тубільні установи, як канадська кінна поліція, денна школа та клініка існували раніше, ніж вони з'явилися в інших прилеглих населених пунктах.
В антропології ескімосів Іглуліка зазвичай відносять до ескімосів острова Баффінова Земля або острова Саутгемптон.

## Клімат
Іглулік розташований у зоні полярного клімату, середньодобова температура повітря від'ємна протягом дев'яти місяців на рік. Середньорічна температура −13,3 °C. Найхолодніший місяць — лютий (середньодобова температура −31,8 °C), найтепліший місяць — липень (середньодобова температура +7,4 °C). Найвища зафіксована температура +24,5 °C, найнижча −47,0 °C. Річна норма опадів 222 мм, кількість днів із опадами (вище 0,2 мм) протягом року становить у середньому 89,3. Середньорічна відносна вологість повітря 77,8 %.